# La persecución de Diarmuid y Gráinne

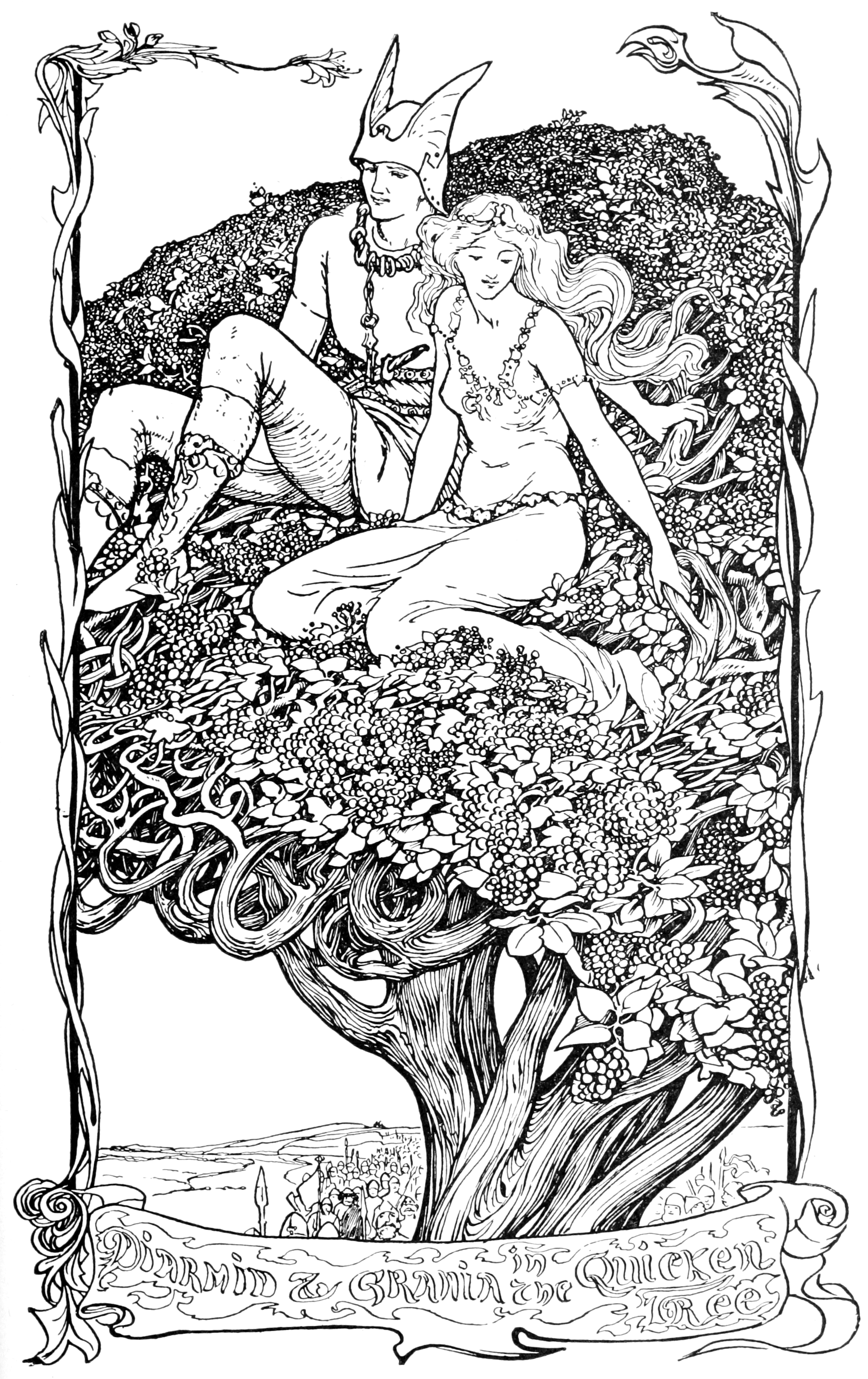
Ilustración de Diarmuid y Grania en el libro de cuentos The Book of Romance (1902) de Henry Justice Ford.

La persecución de Diarmuid y Gráinne (en irlandés: Tóraigheacht Dhiarmada agus Ghráinne, en la transliteración moderna Tóraíocht Dhiarmada agus Ghráinne) es una narrativa irlandesa en prosa que sobrevive en muchas variantes. Es una historia del ciclo feniano de la mitología irlandesa y trata sobre un triángulo amoroso entre el gran guerrero Fionn mac Cumhaill, la bella princesa Gráinne y el amante de ésta, Diarmuid Ua Duibhne. Los textos que aún sobreviven están todos escritos en irlandés moderno y los más antiguos datan del siglo XVI, si bien algunos elementos de este material datan de incluso el siglo X.

## La búsqueda
La historia comienza mostrando al anciano Fionn, líder de la banda de guerreros de los Fianna, llorando la muerte de su esposa Maigneis. Sus hombres piensan que Gráinne, hija del rey supremo Cormac mac Airt, es la más digna de todas las mujeres y hacen arreglos para que se casen. Sin embargo, en la fiesta de compromiso Gráinne se muestra consternada pues Fionn es mayor que su padre y se enamora del apuesto Diarmuid, uno de los guerreros de Fionn. Según las versiones orales, esto se debe al "lunar (o mancha) de amor" mágico que tiene el hombre en la frente y que lo hace irresistible. Gráinne le da al resto de invitados una poción que los adormece y le pide a Diarmuid que huya con ella. Él se niega al principio por lealtad hacia Fionn, pero cede cuando ella lo amenaza con un geis, obligándolo a obedecer. Se esconden en un bosque al otro lado del río Shannon, y Fionn parte en seguida en su persecución. Logran eludirlo varias veces con ayuda de otros miembros de los Fianna y de Aengus Óg, el padre adoptivo de Diarmuid, quien oculta a Gráinne en su capa de invisibilidad mientras Diarmuid salta sobre las cabezas de sus perseguidores.
Diferentes variantes provenientes de Irlanda y Escocia incluyen episodios diferentes, enviando a Diarmuid y Gráinne a toda suerte de lugares. De manera típica, Diarmuid se rehúsa inicialmente a acostarse con Gráinne por respeto a Fionn. En una versión, ella se burla diciéndole que el agua que le salpica la pierna es más arriesgada que él. Una broma similar aparece en algunas versiones de la leyenda de Tristán e Isolda. En otro episodio se narra cómo la recién embarazada Gráinne empieza a tener un antojo de comer las serbas que vigila el gigante de un solo ojo Searbhán; si bien, es amigable inicialmente con los amantes, Searbhán se niega airadamente a entregar las bayas y Diarmuid debe luchar con él. La habilidad de Searbhán con la magia le protege de las mortales armas de Diarmuid, pero Diarmuid triunfa finalmente poniendo haciendo que el gigante se golpee con su propio garrote de hierro.

## La reconciliación y muerte de Diarmuid
Tras muchas otras aventuras, Aengus, padre adoptivo de Diarmuid, negocia la paz con Fionn. Los amantes se asientan en Keshcorran, condado de Sligo, donde tienen cinco hijos. Según algunas versiones, Fionn se casa con la hermana de Gráinne. Finalmente, Fionn organiza una cacería de jabalíes cerca de Benbulbin y Diarmuid va, pese a la predicción de que un jabalí lo matará. En efecto, la criatura lo hiere de muerte mientras Diarmuid le asesta un golpe fatal. Aunque Fionn tiene el poder necesario para curar a su compañero agonizante, simplemente dejándole beber agua de sus manos, deja que el agua se le escape dos veces entre los dedos. Finalmente, el nieto de Fionn, Oscar, lo amenaza con la violencia si no ayuda a Diarmuid, pero para cuando regresa del pozo en el tercer intento ya es demasiado tarde y Diarmuid ha muerto.
Las versiones difieren respecto a las acciones posteriores de Gráinne. Según algunas, Aengus lleva el cadáver de Diarmuid a su casa en Brú na Bóinne. En otras, Gráinne hace jurar a sus hijos que se vengarán de Fionn por la muerte de su padre y en otras lo llora hasta morir. En algunas, se reconcilia con Fionn y acuerda la paz entre él y sus hijos o llega incluso a casarse por fin con Fionn.

## Influencia
La persecución de Diarmuid y Gráinne es notable por sus similitudes con otros cuentos sobre triángulos amorosos en la literatura irlandesa y europea. Tiene varios paralelismos con la historia de Deirdre en el Ciclo del Ulster: como Gráinne, Deirdre está destinada a casarse con un hombre mucho mayor, en este caso el rey del Úlster, Conchobar mac Nessa, pero huye con su joven amante Naoise, quien finalmente muere tras una larga persecución. No obstante, es posible que versiones más antiguas del Diarmuid y Gráinne no hayan sido tan similares al cuento del Úlster. Por ejemplo, referencias medievales parecen implicar que Gráinne de hecho se casó con Fionn y luego se divorció de él, en vez de que haya huido antes de la boda. Otro cuento, Scéla Cano meic Gartnáin, describe un episodio en el que una joven esposa droga a todos los miembros de su hogar excepto al hombre al que desea. Como pasa en el Diarmuid y Gráinne, finalmente convence al renuente héroe de que sea su amante, con trágicos resultados.
Varios académicos han sugerido que el Diarmuid y Gráinne tuvo alguna influencia en la leyenda de Tristán e Isolda, de manera particular Gertrude Schoepperle en 1913. La historia de Tristán e Isolda se desarrolló en Francia durante el siglo XII, si bien su escenario está en Bretaña. El héroe, Tristán, se enamora de la princesa irlandesa Isolda mientras la escolta a su boda con el tío de Tristán, Marco de Cornualles. Empiezan a tener una aventura a espaldas de Marco, pero cuando son descubiertos sus aventuras adquieren más similitudes con la historia irlandesa, entre ellas un episodio en el que los amantes se quedan en un escondite secreto en el bosque.
En Irlanda, muchos monumentos neolíticos de piedra con techos planos (tales como cairns con patio, dólmenes y tumbas techadas en forma de cuña) llevan el nombre local de "Cama de Diarmuid y Gráinne" (Leaba Dhiarmada agus Ghráinne), afirmándose que fue uno de los sitios donde la pareja fugitiva pasó la noche.

## En la cultura popular
- Diarmuid and Grania es una obra de teatro en prosa poética de 1901 escrita por George Moore y W. B. Yeats, basada en la traducción del cuento hecha por Lady Gregory, con música incidental de Edward Elgar.
- Tóruigheact Dhiarmada agus Ghráinne fue traducido por Nessa Ní Shéaghda en 1967 y se utiliza en las escuelas para el estudio de la literatura irlandesa.[4]
- Dancing on Dangerous Ground es un espectáculo de danza de 1999 basado en el cuento.
- El personaje de Declan le cuenta una versión de la historia a Anna en la película Leap Year de 2010.
- El escritor y director irlandés Paul Mercier utilizó una versión actualizada de la historia al inframundo criminal de Dublín en su obra de 2001 Diarmuid and Gráinne.[5] La película Pursuit, dirigida por él y con un guion adaptado de la obra de teatro, se estrenó en 2015.